# 유럽 간첩단 조작 사건
유럽 간첩단 조작 사건은 1969년 4월 29일 박노수, 김규남 등이 연루되어 사형된지 43년만에 무죄가 확정된 중앙정보부의 대표적인 공안 사건이다.